# Émile Fouchard
 (janvier 2025).
Pour les articles homonymes, voir Fouchard.
Émile Fouchard est un homme politique et résistant français, né le 20 février 1902 à Bannay (Cher) et mort le 2 janvier 1996 à Montfermeil (Seine-Saint-Denis). Député-maire de Chelles (Seine-et-Marne), il fut l'un des 80 parlementaires à voter contre les pleins pouvoirs au maréchal Pétain en juillet 1940.

## Biographie
Les parents d'Émile Fouchard quittent le Cher dès 1906, et s'installent à Chelles, où leur fils devient menuisier. Il adhère en 1918 aux Jeunesses socialistes et en devient le trésorier départemental. Après le congrès de Tours, il rejoint le Parti communiste (PC).
Candidat malheureux du PC aux élections municipales de 1929, Émile Fouchard est élu maire de Chelles en 1935, sur une liste commune avec la SFIO, puis député de la Première circonscription de Meaux en 1936.
Opposé au pacte germano-soviétique, il quitte le groupe communiste à la Chambre des députés en septembre 1939. Apprenant que d'anciens collègues le font figurer sur le groupe ouvrier et paysan français (GOPF, reconstitution du groupe PCF), il en démissionne. Le 11 novembre, après avoir bénéficié d'un non-lieu dans le procès des députés communistes, il s'engage et demande à être au front, d'où il indique son adhésion au nouveau groupe parlementaire de l'Union populaire française (anciens communistes ayant rompu avec le PCF).

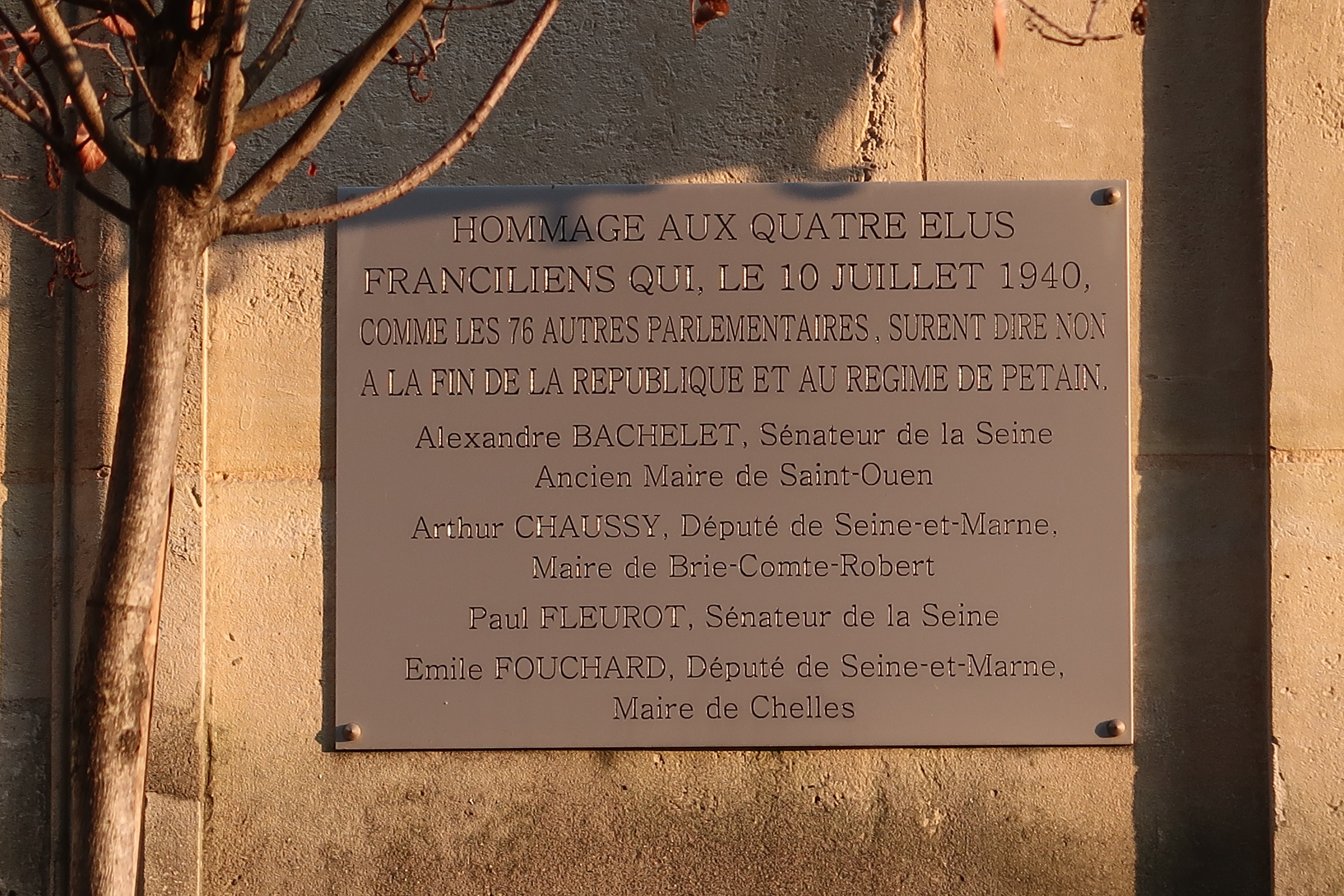
Plaque commémorative 57 rue de Babylone (Paris).

Le 10 juillet 1940, il vote contre les pleins pouvoirs à Philippe Pétain. Révoqué en mars 1941 de son poste de maire, il part pour le Lot et s'engage dans la Résistance, au sein des Francs-tireurs et partisans. Arrêté en août 1942, il finit la guerre dans les geôles du régime de Vichy à la prison de Cahors, puis dans le camp de Saint-Sulpice-la-Pointe (Tarn). Mais Marcel Gitton, ancien communiste passé à la collaboration, fait figurer son nom dans ses appels à collaborer avec les autorités allemandes ; aussi le PCF clandestin prononce-t-il l'exclusion d'Émile Fouchard, assimilé à un des « traîtres », en 1943.
Libéré, Émile Fouchard siège à l'Assemblée consultative provisoire mais démissionne dès le mois de décembre 1944 et ne sollicite pas de nouveau mandat en 1945. Il revient dans la vie politique en 1953, lorsqu'il est élu conseiller municipal sur la liste « républicaine d'action municipale et sociale », opposée à la liste communiste, et victorieuse. Il se retire complètement de la vie politique en 1959, pour raisons de santé. Il meurt en 1996, quelques jours avant ses 94 ans, l'avant-dernier survivants des « quatre-vingts ».

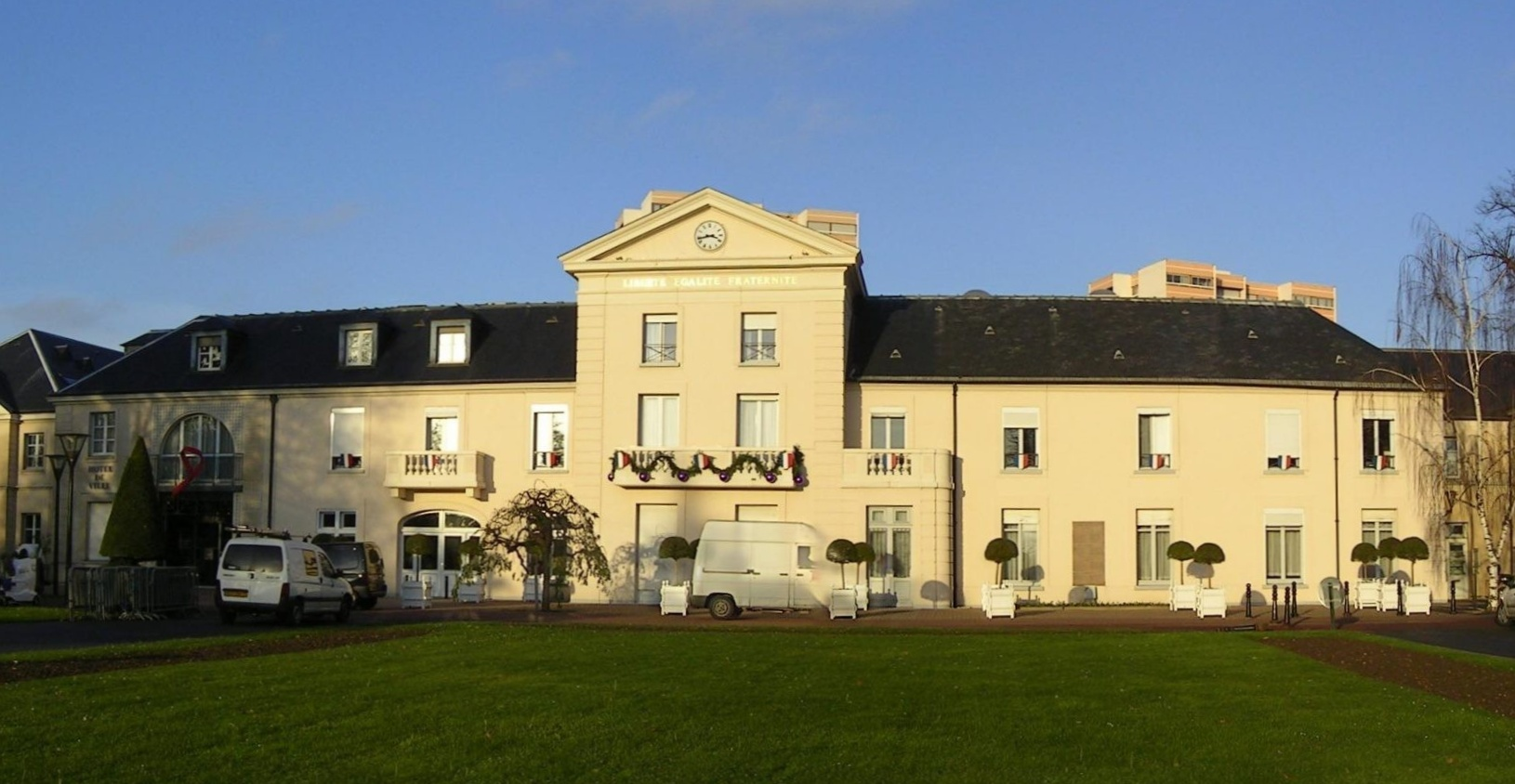
L'hôtel de ville de Chelles aujourd'hui, reconstruit après la Seconde Guerre mondiale.

Il est connu à Chelles pour avoir sous mandat de maire, réalisé l'achat par la ville de la propriété correspondant à l'ancienne abbaye de Chelles. La maison bourgeoise qui y avait été construite sur l'emplacement de l'ancien cloître a été transformée en hôtel de ville et les terrains, anciens jardins de l'abbaye, ont été aménagés en parc public, aujourd'hui nommé parc du souvenir Émile Fouchard.
Il a été fait chevalier de la Légion d'honneur en 1949 et officier de l'Ordre des Palmes académiques en 1956.

## Sources
- « Émile Fouchard », dans le Dictionnaire des parlementaires français (1889-1940), sous la direction de Jean Jolly, PUF, 1960 [détail de l’édition]
- Jean Maitron (dir.), Dictionnaire biographique du mouvement ouvrier français, éd. de l'Atelier, cédérom, 1997
- Pierre Miquel, Les quatre-vingts, éditions Fayard, 1995,  (ISBN 2-213-59416-3)
- Jean Odin, Les Quatre-vingts, FeniXX réédition numérique, 1996, 232 p. (ISBN 978-2-40207-154-3)